# Mitsukoshi
Mitsukoshi (株式会社三越, Kabushiki-gaisha Mitsukoshi) est une entreprise de grand magasin fondé en 1673 sous le nom d'Echigoya. Son siège social est à Tōkyō. Mitsukoshi a constitué la base du groupe Mitsui avant de s'en séparer en 1904. 

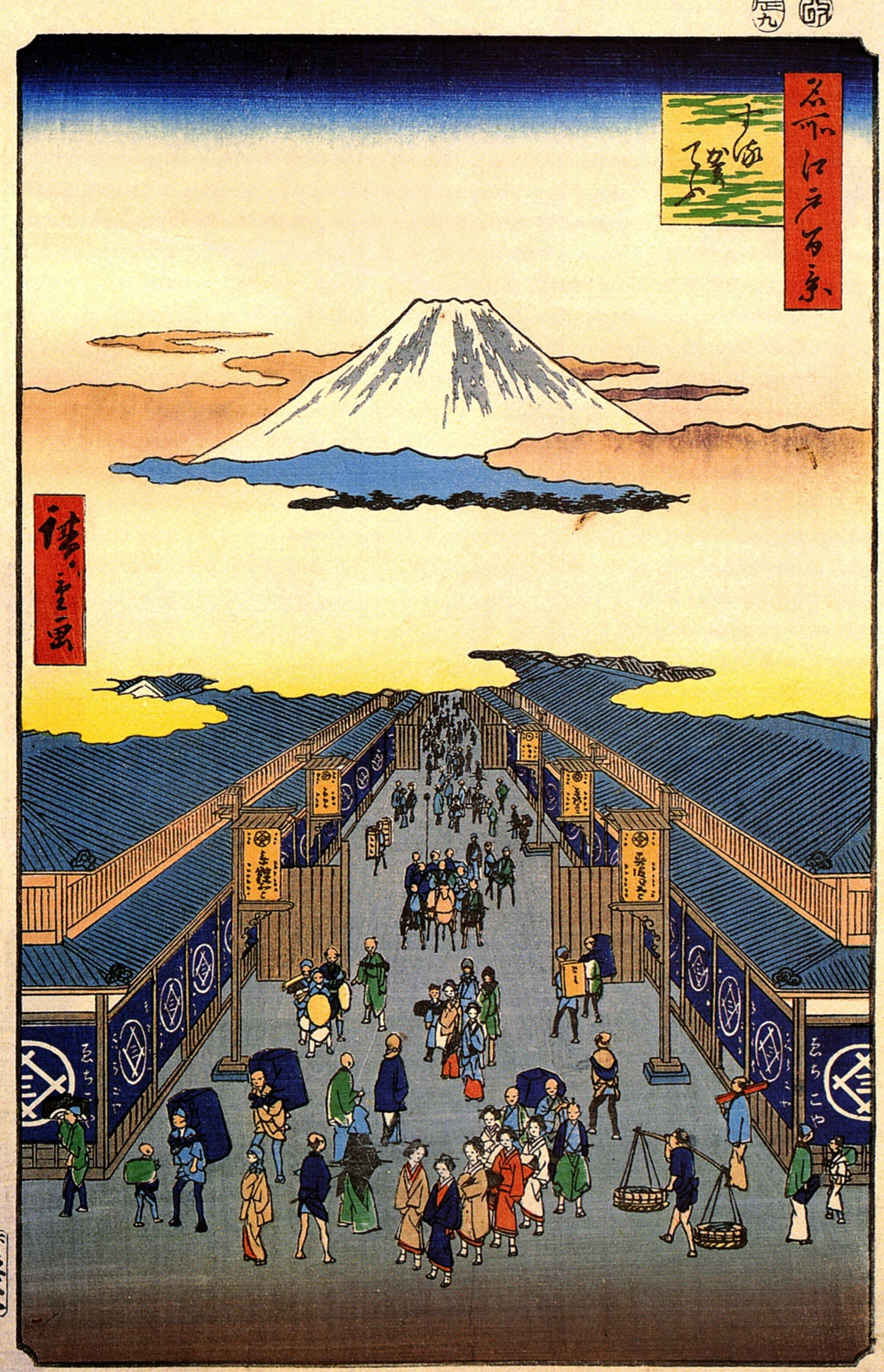
Estampe de Hiroshige représentant la rue Sugura à Edo (aujourd'hui Tokyo) avec le mont Fuji au loin en 1856. La boutique Echigoya, ancêtre de Mitsukoshi, est sur la gauche.

En 2008, la société a fusionné avec Isetan pour former Mitsukoshi Isetan Holdings (三越伊勢丹ホールディングス, Kabushiki-gaisha Mitsukoshi Isetan Hōrudingusu).
Peter Drucker la donne comme l'inventeur du marketing.

## Grands magasins

### Japon

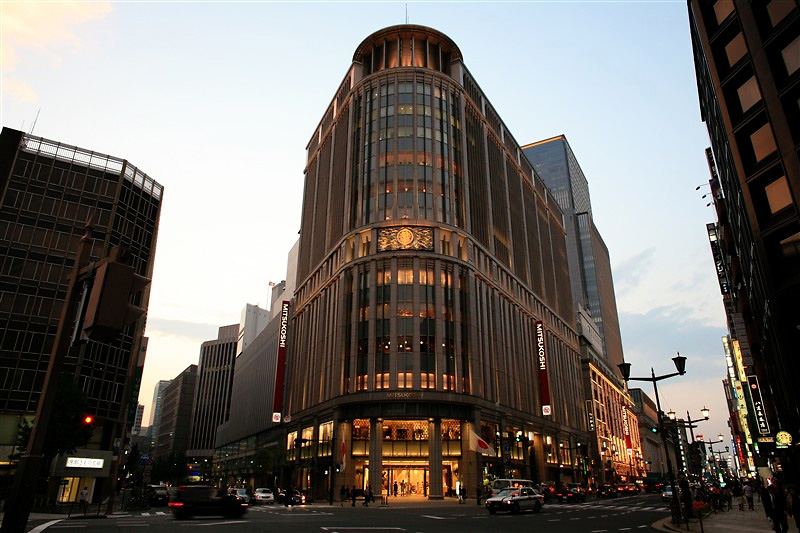
Magasin du quartier de Nihonbashi à Tokyo

Les grands magasins Mitsukoshi au Japon sont : Nihonbashi, magasin principal, (Chūō-ku, Tōkyō), Shinjuku Mitsukoshi (Shibuya-ku, Tōkyō), Ginza Mitsukoshi (Chūō-ku, Tōkyō), Ebisu Mitsukoshi (Shibuya-ku, Tōkyō), Niigata Mitsukoshi (Niigata Nishihoritsu, Chūō-ku, Niigata), Nagoya Sakae (Naka-ku, Nagoya), Hiroshima Mitsukoshi (Naka-ku, Hiroshima), Fukuoka Mitsukoshi (Chūō-ku, Fukuoka).

### Étranger
À l'étranger, on trouve des magasins à Londres, Rome, Shanghai, Hong Kong, Taipei et Hawaii. 
À la suite de la fusion entre Mitsukoshi et Isetan, la majorité des magasins en Europe ont fermé :
- Paris : fermeture en 2010 du magasin, et en 2011 du centre culturel de l’Étoile[4],[5].
- Munich fermé en 2008[6], Düsseldorf et Francfort fermé en 2010.
- Madrid fermé en 2010.

En octobre 2016, Mitsukoshi Isetan lance The Japan Store, un concept store, à Kuala Lumpur et à Paris (à la Maison de la culture du Japon),.